# Nipponaphaenops
Nipponaphaenops is een geslacht van kevers uit de familie van de loopkevers (Carabidae). De wetenschappelijke naam van het geslacht is voor het eerst geldig gepubliceerd in 1971 door Ueno.

## Soorten
Het geslacht Nipponaphaenops is monotypisch en omvat slechts de volgende soort:
- Nipponaphaenops erraticus Ueno, 1971